# Adrien Moerman
Adrien Moerman (* 7. August 1988 in Fontenay-aux-Roses) ist ein französischer Basketballspieler.

## Laufbahn
Moerman wurde ab dem 15. Lebensjahr im Nachwuchsleistungszentrum von Chorale Roanne Basket ausgebildet. Im Spieljahr 2005/06 erhielt er erste Einsätze in der Ligue Nationale de Basket, der ersten Liga Frankreichs. Um Spielerfahrung zu sammeln, wechselte er 2007 für ein Jahr zu JSF Nanterre in die zweite Liga. Dort wurde er in der Saison 2007/08 als Spieler des Jahres ausgezeichnet. 2008 unterschrieb er bei Entente Orléans 45 und kehrte mit diesem Wechsel in die höchste Spielklasse zurück. In Orléans wurde er fester Bestandteil der Stammmannschaft, nach seinem Wechsel zu SLUC Nancy Basket im Jahr 2011 erreichte er die nächste Entwicklungsstufe und wagte nach einem Jahr in Nancy den Sprung ins Ausland, als er zum spanischen Erstligisten Bilbao Basket ging. In Spanien hatte Moerman nicht denselben Stellenwert wie zuvor in Nancy und kam in Bilbao auf durchschnittlich sechs Punkte pro Begegnung.
Er blieb ein Jahr in Spanien, kehrte vor der Saison 2013/14 nach Frankreich zurück und verstärkte Limoges CSP. In Limoges stieg er zum Mannschaftskapitän auf und trug als Leistungsträger erheblich zum Gewinn der französischen Meistertitel in den Jahren 2014 und 2015 bei. In der Saison 2014/15, in der im Schnitt 14,6 Punkte und 8,7 Rebounds verbuchte, erhielt er die Auszeichnung als bester Spieler der Liga.
Moerman, der den Spitznamen „Super Momo“ erhielt, nahm einen zweiten Anlauf, um sich im Ausland durchzusetzen, und nahm im Sommer 2015 ein Angebot des türkischen Erstligisten Banvit Basketbol an. In Banvit überzeugte er im Laufe der Hauptrunde der Saison 2015/16 mit Mittelwerten von 18 Punkten sowie 10,1 Rebounds pro Begegnung und wurde vom Basketballnachrichtenanbieter eurobasket.com zum Spieler des Jahres der türkischen Liga gekürt. Moerman blieb in der Türkei, wechselte im Vorfeld des Spieljahres 2016/17 aber den Verein und ging fortan ein Jahr lang für Darüşşafaka SK Istanbul auf Korbjagd. Mit der Mannschaft trat er auch in der Euroleague an, nachdem er bereits mit Orléans, Nancy und Limoges Erfahrung im wichtigsten europäischen Vereinswettbewerb gesammelt hatte.
Der Franzose spielte in der Saison 2017/18 beim FC Barcelona in Spanien und gewann mit der Mannschaft den nationalen Pokalwettbewerb. In der Sommerpause 2018 unterschrieb der Flügelspieler einen Vertrag beim türkischen Spitzenklub Efes Istanbul. Mit 12 Punkten im Schnitt trug Moerman in der Euroleague 2018/19 zum Erreichen des Endspiels bei, welches er mit Efes aber gegen ZSKA Moskau verlor. 2021 gewann er mit Istanbul die türkische Meisterschaft und die Euroleague, am Sieg im Endspiel gegen Barcelona war der Franzose mit sechs Punkten und acht Rebounds beteiligt. Anschließend wurde vermeldet, dass er die Mannschaft verlasse, unterschrieb aber kurz darauf einen neuen Vertrag. 2022 gewann der Franzose mit Istanbul wieder die Euroleague.
Im Juli 2022 vermeldete AS Monaco Moermans Verpflichtung. Im Januar 2023 kam es zur Trennung, nachdem er zuvor seit Ende Dezember von Monacos Trainer Saša Obradović nicht mehr eingesetzt worden war. Ende Januar 2023 schloss sich Moerman BK Zenit Sankt Petersburg an. Dort blieb er bis zur Vertragsauflösung im April 2024.
Moerman blieb monatelang vereinslos, Mitte Januar 2025 nahm er ein Angebot der Mannschaft Taipei Taishin Mars aus Taiwan an.

### Nationalmannschaft
2004 und 2006 wurde Moerman mit den französischen Jugendnationalmannschaften U16- beziehungsweise U18-Europameister. Zum EM-Gold im Jahr 2004 trug er als bester Werfer der französischen Mannschaft 14,1 Punkte je Begegnung bei. Beim Titelgewinn 2006 war er mit 14,8 Punkten je Partie ebenso bester französischer Korbschütze. Mit der U19-Auswahl gewann er bei der Weltmeisterschaft 2007 die Bronzemedaille. Mit der Herrennationalmannschaft nahm er am Ausscheidungsturnier für die Olympischen Sommerspiele 2016 teil, welches er mit Frankreich gewann, stand bei Olympia 2016 dann jedoch nicht mehr im Aufgebot.